# ویا باویه‌را

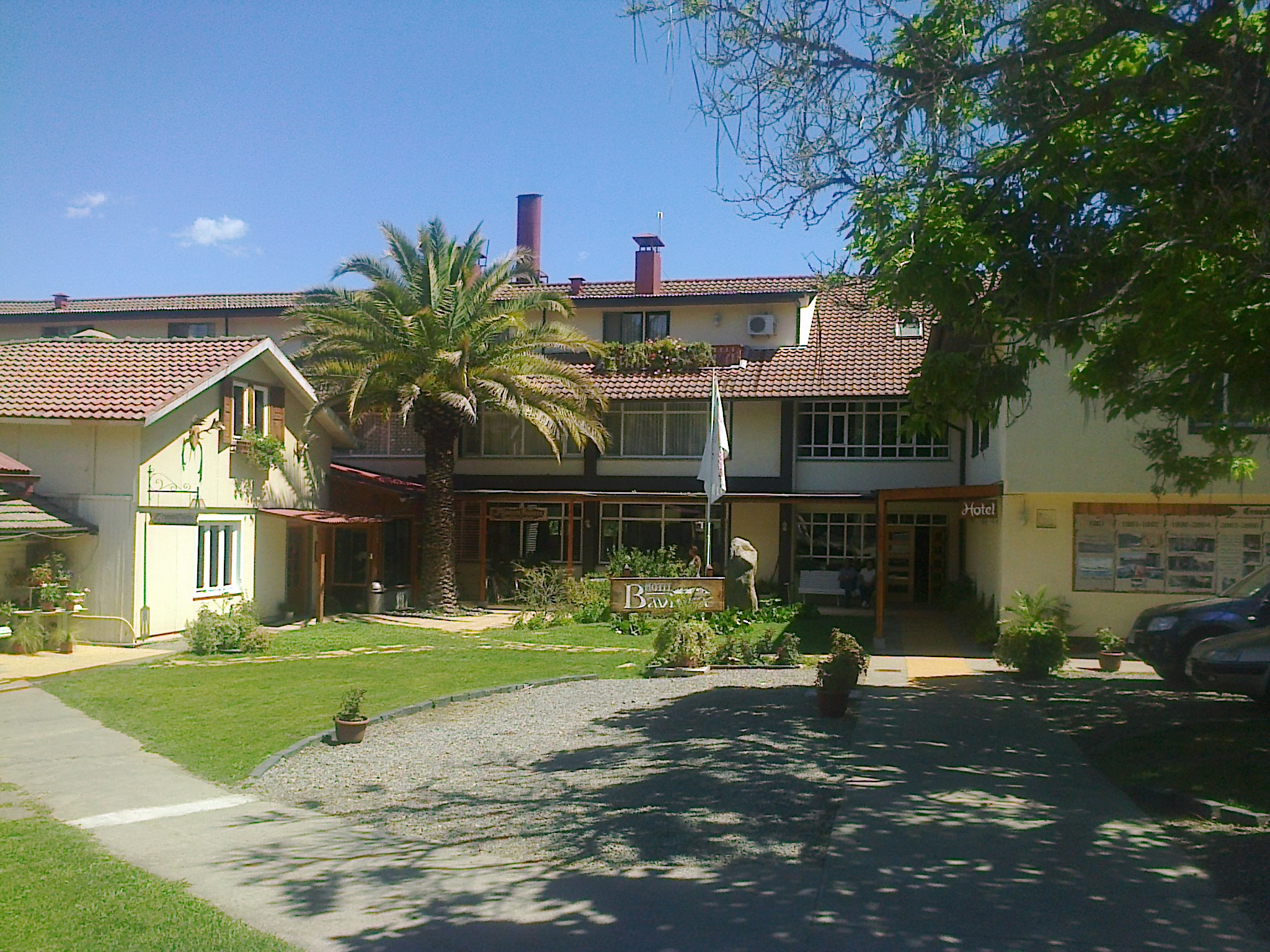
ویا باویه‌را

ویا باویه‌را (به اسپانیایی: Villa Baviera) یا روستای باواریا سازمانی است که در منطقه‌ای قدیمی معروف به نام کولونیا دیگنیداد (Colonia Dignidad) قرار دارد. این منطقه در ۳۵ کیلومتری جنوب شرق شهر پارل، استان لینارس در مرکز شیلی است که نخستین بار توسط مهاجران آلمانی در دههٔ ۱۹۵۰ بنا شد.
رهبر معروف آنها پل شافر در ۱۹۶۱ به این منطقه پا نهاد.